# Ribautia centralis
Ribautia centralis är en mångfotingart som först beskrevs av Filippo Silvestri 1907.  Ribautia centralis ingår i släktet Ribautia och familjen storjordkrypare.
Artens utbredningsområde är Colombia. Inga underarter finns listade i Catalogue of Life.